# 瀬戸内町立押角中学校
瀬戸内町立押角中学校（せとうちちょうりつ おしかくちゅうがっこう）は、鹿児島県大島郡瀬戸内町にあった町立中学校。過疎地に所在したため、休校や再開校を繰り返していたが，2015年4月1日に廃校になった。

## 沿革
- 1994年 - 休校
- 1996年 - 再開校
- 1998年 - シーカヤックが配備された
- 1999年 - 休校
- 2000年 - 再開校
- 2015年 - 廃校

## 学校生活
- 修学旅行は熊本や長崎へ行っていた。
- バドミントン部が県大会で2位となったことがある。

## 卒業後の進路
- 卒業後は、町内の鹿児島県立古仁屋高等学校や、奄美大島の高校などに進学していた。